# Taganrog
Taganrog (russisch Таганро́г, ukrainisch Таганріг Tahanrih) ist eine Hafenstadt in Südrussland an der Küste des Asowschen Meeres an der Mündungsbucht des Don mit 257.681 Einwohnern (Stand 14. Oktober 2010). Sie liegt in der Oblast Rostow und ist nach Rostow am Don die zweitgrößte Stadt dieser Region.

## Lage
Taganrog liegt am Nordufer des Asowschen Meeres, etwa 80 Kilometer westlich von der regionalen Hauptstadt Rostow entfernt im südwestlichen Teil des Gebiets Rostow. Etwa 35 km südöstlich, jenseits des Asowschen Meeres, liegt die Stadt Asow.
Im Nordwesten der Stadt mündet der Fluss Mius in eine Bucht, die sich 20 km nach Westen erstreckt und über eine Meerenge mit dem Asowschen Meer verbunden ist. Rund 50 Kilometer westlich verläuft die Grenze zur Ukraine.

## Geschichte

### Entstehung
Eine erste Siedlung entstand im späten 7. Jahrhundert v. Chr. und wurde vermutlich vom griechischen Historiker Herodot als „Emprion Kremnoi“ erwähnt – in der Forschung ist jedoch umstritten, auf welche Siedlung sich Herodot an dieser Stelle bezog.
Im 13. Jahrhundert war die Hafenstadt eine Kolonie der italienischen Seerepublik Pisa. Der Hartweizen aus der Region wurde über Jahrhunderte nach Italien für die Pastaherstellung exportiert. Ende des 15. Jahrhunderts fiel das Nordufer des Asowschen Meeres unter die Herrschaft des Osmanischen Reiches.

### Bei Russland

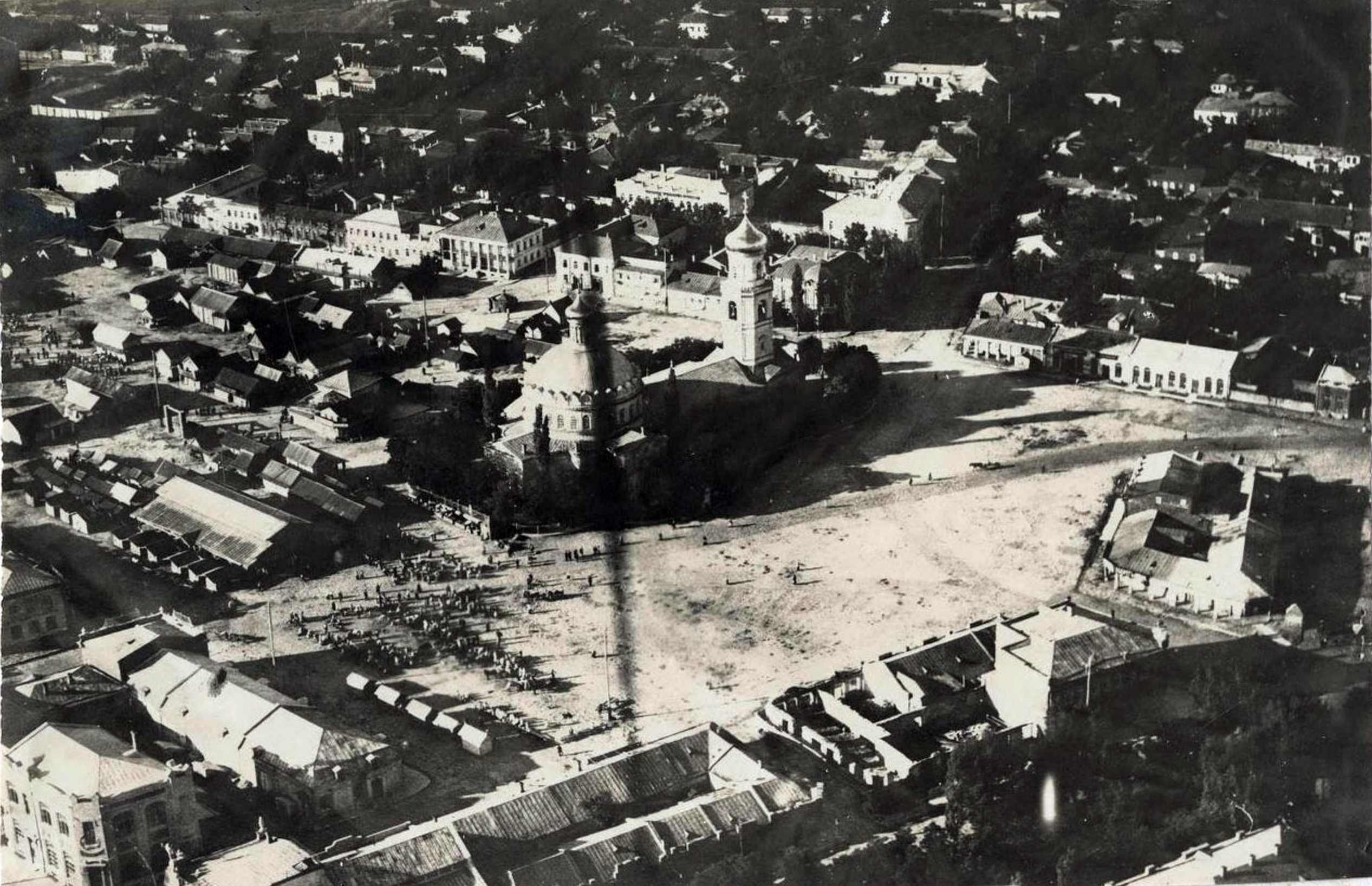
Sobornaja-Platz im Jahr 1918

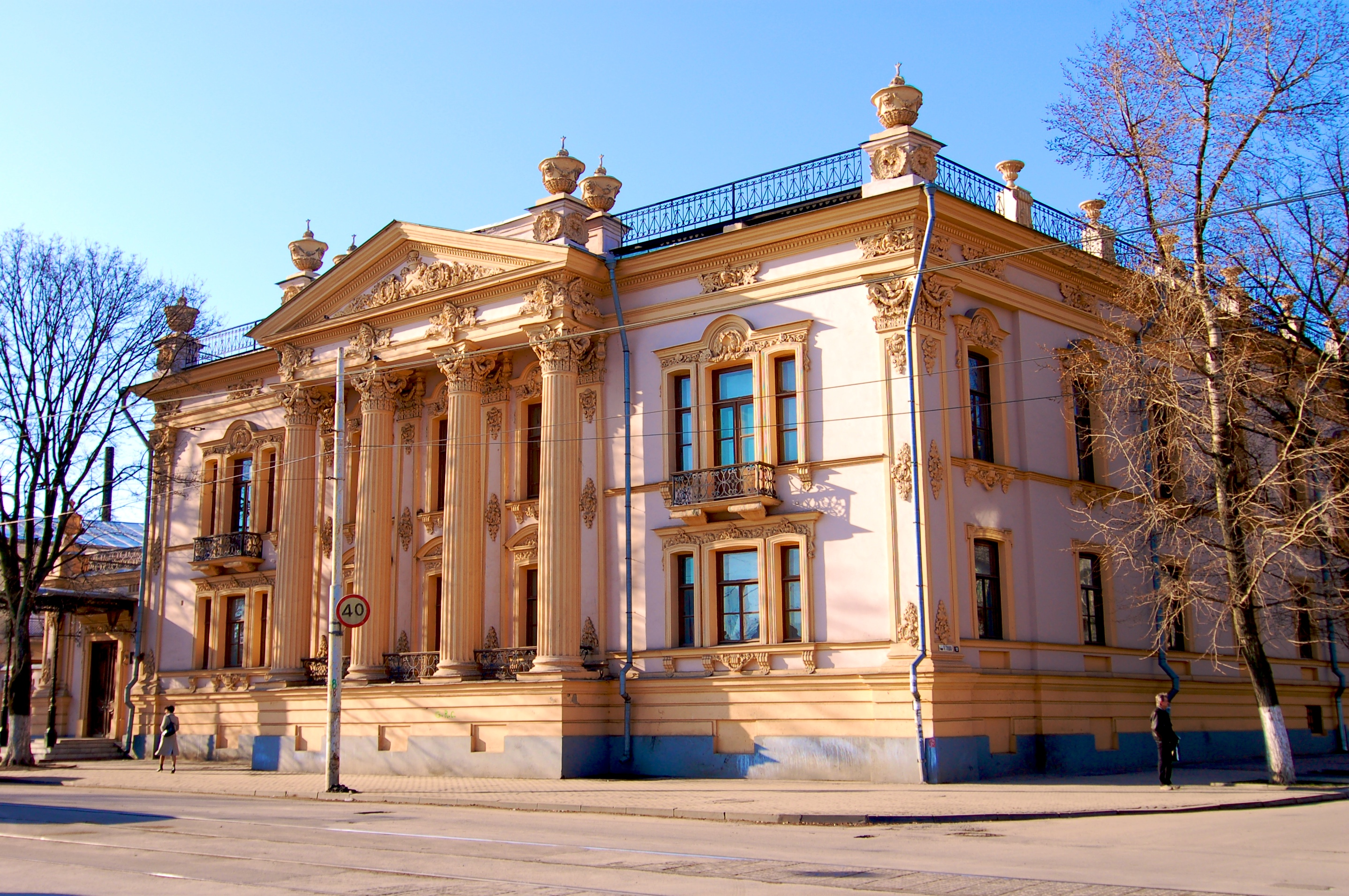
Palast des russisch-griechischen Komponisten Achilles Alferaki

1696 eroberte Zar Peter der Große in den Asowfeldzügen die im Osten gelegene Festung Asow von den Türken. Der Vertrag von Konstantinopel (1700) mit dem Osmanischen Reich bestätigte die russische Hoheit über Taganrog.
Peter der Große ließ Taganrog 1698 unter der Aufsicht des Engländers Andreas Krafft und der Leitung von Baron von Borgsdorf zur Festung und zum Kriegshafen ausbauen. Der Hafen wurde am 12. September 1698 offiziell vom Zaren eingeweiht. Erster Bürgermeister war von 1698 bis 1702 Vizeadmiral Cornelius Cruys, der Begründer der russischen Flotte. Der Hafen war der erste künstliche Seehafen Russlands und hatte eine Fläche von ca. 77,4 ha. Die Stadt hatte 1711 über 8000 Einwohner.
Von 1712 bis 1769 war die Stadt türkisch besetzt – Festung und Hafen wurden zerstört.
Im Jahr 1769 eroberten russische Truppen Taganrog zurück. Der Aufschwung und die Entwicklung von Taganrog sind untrennbar mit der Geschichte des Russischen Reiches und seinem jahrhundertelangen Kampf um den Zugang zu den südlichen Meeren verknüpft. Nach der Annexion der Krim durch das Russische Reich 1783 verlor die Festung Taganrog ihre Bedeutung, 1784 wurde der Festungsstatus von Taganrog aufgehoben und die Stadt konnte sich zum Handelshafen entwickeln. Im Jahr 1802 erhielt das Gebiet um Taganrog den Status eines eigenen Gouvernements. Von 1816 bis 1834 war die Stadt das Zentrum des Kreises. Die Stadt wurde lange Zeit über von einer einflussreichen griechischen Minderheit geprägt, die aus dem Osmanischen Reich nach Russland geflohen waren und von der russischen Regierung gezielt in Taganrog (und weiteren Orten an der Küste des Asowschen Meers) angesiedelt wurden. Neben Russen, Ukrainern und Griechen siedelte sich in Taganrog auch eine bedeutende jüdische Minderheit an.
Anfang des 19. Jahrhunderts entstand in Taganrog eine Sommerresidenz der russischen Zaren. 1825 starb Zar Alexander I. in der Stadt. Insgesamt entwickelte sich Taganrog weit weniger dynamisch als andere russische Städteneugründungen im Bereich des Asowschen und Schwarzen Meeres. Bei der Anzahl der Einwohner fiel Taganrog im Laufe des 19. Jahrhunderts deutlich hinter Städte wie Rostow am Don oder Odessa zurück. 1834 verlor Taganrog den Status eines eigenen Gouvernements und wurde stattdessen administratives Zentrum des Ujesd (Bezirks) Taganrog im Gouvernement Jekaterinoslaw. Während des Krimkriegs wurde die Stadt am 22. Mai 1855 von einer englisch-französischen Flotte bombardiert und teilweise zerstört. Es folgte die Belagerung von Taganrog.
Nach der Machtübernahme der Bolschewiki in Russland wurde Taganrog kurzzeitig von der Weißen Armee gehalten, im Dezember 1919 aber endgültig sowjetisch. Die Stadt und der gleichnamige Okrug/Ujesd wurden im Jahr 1920 zur Ukrainischen SSR hinzugegliedert, im Oktober 1925 aber an die Russische SFSR zurück. Während in der Stadt Russen bereits damals die Bevölkerungsmehrheit ausmachten, bildeten Ukrainer in der Umgebung Taganrogs, dem Okrug Taganrog, noch 1926 eine Mehrheit von über 70 Prozent. In Folge einer langen Assimilation fiel in Taganrog und Umgebung der Anteil der Menschen, die sich selbst als Ukrainer bezeichnen, auf inzwischen unter 3 Prozent. Außerdem gab es im Umkreis der Stadt einige Gemeinden russlanddeutscher Siedler, 1926 machten sie rund 3,2 Prozent der Bevölkerung im Kreis Taganrog aus. Ende der 1920er Jahre überschritt Taganrog die Marke von über 100.000 Einwohnern, bis 1939 stieg die Zahl auf fast 190.000 Einwohner. Nach der falschen Bezichtigung der Kollaboration und Spionage für das Dritte Reich, wurde die deutsche Bevölkerung in die östlichen Regionen der Sowjetunion deportiert. Nach dem Zweiten Weltkrieg erlosch die dortige deutsche Präsenz.

### Zweiter Weltkrieg
Taganrog wurde am 17. Oktober 1941 von deutschen Truppen im Rahmen der Offensive der Heeresgruppe Süd besetzt. Im Herbst 1942 befand sich dort das Hauptquartier des VIII. Fliegerkorps der Luftwaffe unter General Wolfram von Richthofen. Dieses sollte den Nachschub für die ab November 1942 in Stalingrad eingekesselten deutschen Truppen steuern, was jedoch nur unzureichend gelang. Während der Sommeroffensive der Roten Armee 1943  befreiten sowjetische Truppen die Stadt am 31. August 1943. Zuvor hatte die Einsatzgruppe D die jüdische Bevölkerung Taganrogs ermordet und viele Einwohner als Zwangsarbeiter nach Deutschland verschleppt. Die sowjetischen Truppen stießen nach der Eroberung auf eine verwüstete, menschenleere Stadt voller Leichen.

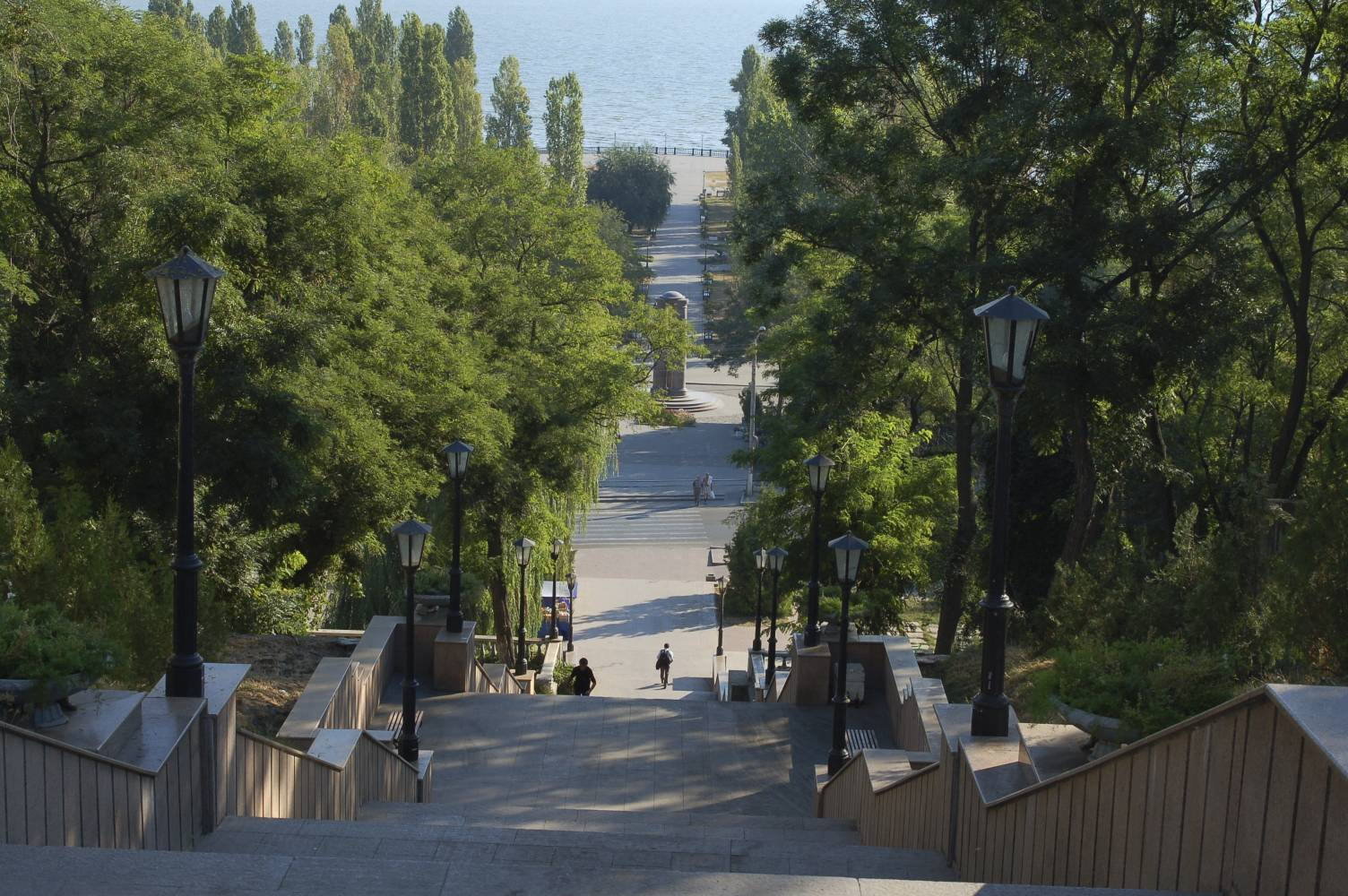
Treppe von der Gretscheskaja-Straße zum Puschkin-Ufer

In der Stadt wurde ab September 1943 das Kriegsgefangenenlager 356 für deutsche Kriegsgefangene des Zweiten Weltkriegs eingerichtet.

### Seit den 1990er Jahren
Heute ist Taganrog ein bedeutendes Wirtschafts- und Kulturzentrum Südrusslands. Die Stadt verfügt über ein umfangreiches System von Ausbildungsstätten – von der Rundfunkuniversität und der Pädagogischen Hochschule bis zu verschiedenen technischen- und Berufsschulen und Lyzeen. Daneben gilt die Stadt als Klimakurort mit ausgezeichneten Erholungsmöglichkeiten. Wie viele Städte auf dem Gebiet der ehemaligen Sowjetunion leidet Taganrog seit Anfang der 1990er-Jahre unter einem Einwohnerrückgang, der sich schrittweise merklich abschwächt.

### Russischer Angriffskrieg auf die Ukraine
Seit dem russischen Angriff auf die Ukraine geriet ein mutmaßliches Foltergefängnis in Taganrog in den Fokus internationaler Aufmerksamkeit. Ukrainische Kriegsgefangene berichten von schweren Misshandlungen durch russisches Wachpersonal. Zu den dokumentierten Foltermethoden zählen wiederholte Schläge, Elektroschocks und psychische Gewalt. Einige Häftlinge geben an, dass Wärter sie mit ihren Körpern "wie einen Fußball" behandelt hätten. Menschenrechtsorganisationen berichten von mindestens drei Todesfällen infolge dieser Misshandlungen. So wurde beispielsweise die ukrainische Journalistin Wiktorija Roschtschyna in das Untersuchungsgefängnis in Taganrog verlegt, wo sie Medienberichten zufolge zwischen Mai und September 2024 in Isolationshaft saß. In diesem Zeitraum gibt es Hinweise auf mögliche Misshandlungen. Am 19. September 2024 verstarb Roschtschyna. Die russischen Behörden machten keine Angaben zur Todesursache.

## Archäologie
Die antike griechische Siedlung wurde erst in jüngerer Zeit entdeckt – sie lässt einen Zusammenhang mit dem Bosporanischen Reich vermuten. Sie stellt eine Spur der ersten griechischen Kolonisation der nördlichen Schwarzmeerküste des späten 7. bis frühen 5. Jahrhunderts v. Chr. im Mündungsgebiet des Don dar. Eine große Zahl sehr qualitätvoller ostgriechischer Scherben von Amphoren und Feinkeramik wurden seit den dreißiger Jahren an der Küste bei Taganrog gefunden. Vermutlich liegt die Siedlung teilweise unter dem Grund des Asowschen Meeres. Seit 2004 werden hier Grabungen durchgeführt. Man nimmt heute an, dass sich dort ein bedeutender frühgriechischer Siedlungsplatz in Ufernähe befand. Der Fundplatz liegt etwa einen Kilometer von der ursprünglichen Mündung des Mius ins Asowsche Meer entfernt.

## Bevölkerung

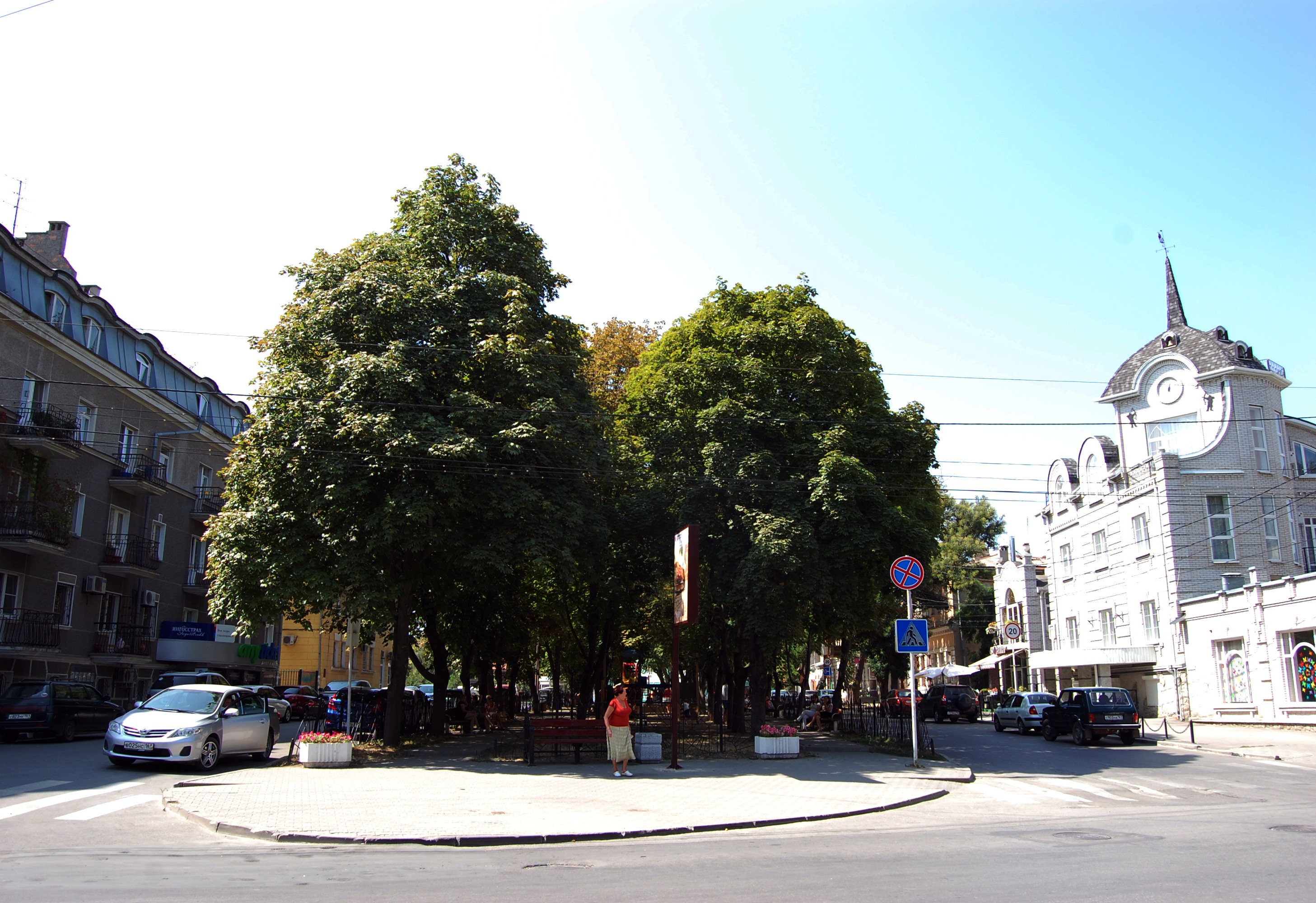
Straßenzüge in Taganrog

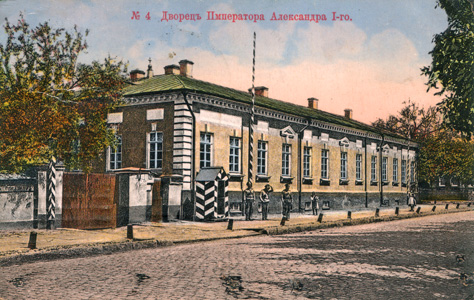
Palast des Zaren Alexander I., der 1825 in Taganrog starb

| Jahr | Einwohner |
| ---- | --------- |
| 1897 | 51.437    |
| 1926 | 86.444    |
| 1939 | 188.781   |
| 1959 | 202.062   |
| 1970 | 254.154   |
| 1979 | 276.444   |
| 1989 | 291.622   |
| 2002 | 281.947   |
| 2010 | 257.681   |
| 2012 | 256.600   |

Anmerkung: Volkszählungsdaten

## Kultur

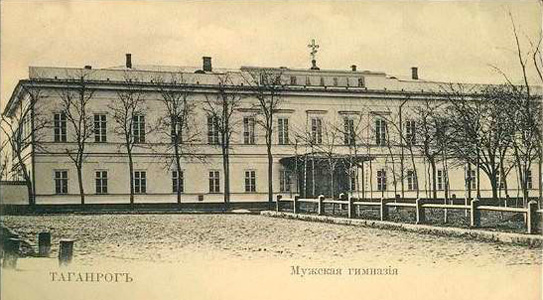
Taganroger Gymnasium im 19. Jahrhundert (heute: Tschechow-Literaturmuseum)

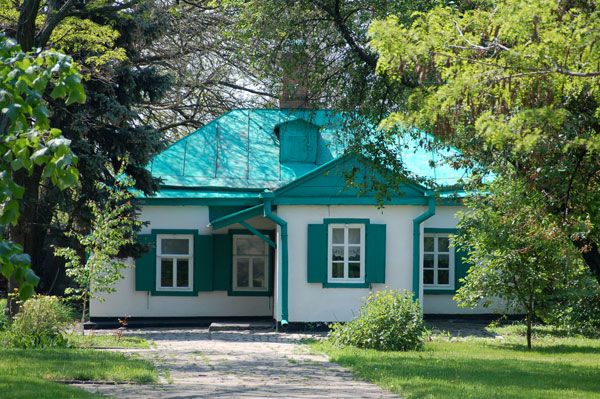
Das Tschechow-Haus

Ägyptische Pyramide (nach Tschechows Erzählung Kaschtanka; D. W. Lyndin, 2008) am Eingang zum Gorki-Park

Die Stadt besitzt ein nach Anton Tschechow benanntes Theater, an dem zahlreiche Russische Künstler und Schauspieler über längere Zeit tätig waren, darunter Pjotr Schelochnow und Sergei Bondartschuk. Taganrog beheimatet darüber hinaus zahlreiche Museen, darunter das Tschechow-Haus, das Literarische Museum, das Durow- sowie das restaurierte kunsthistorische Museum und das einzige Garibaldi-Denkmal in Russland. Hinzu kommt die Tschechow-Bibliothek des berühmten Architekten Fjodor Schechtel von 1876; Schechtel, ein Freund Tschechows, errichtete das Gebäude auf dessen Wunsch. Auch die Villa Scharonow, in der sich heute das Museum für Stadtentwicklung befindet, wurde 1912 von Schechtel gebaut. Mit Taganrog verbinden sich außerdem die Namen von Alexander I. (Russland), Alexander Puschkin, Pjotr Tschaikowski, Nestor Kukolnik, Konstantin Paustowski, Faina Ranewskaja, Iwan Wassilenko, Wiktor Bregeda, Konstantin Sawizki, David Rigert, Robert Bartini und viele andere.

## Wirtschaft

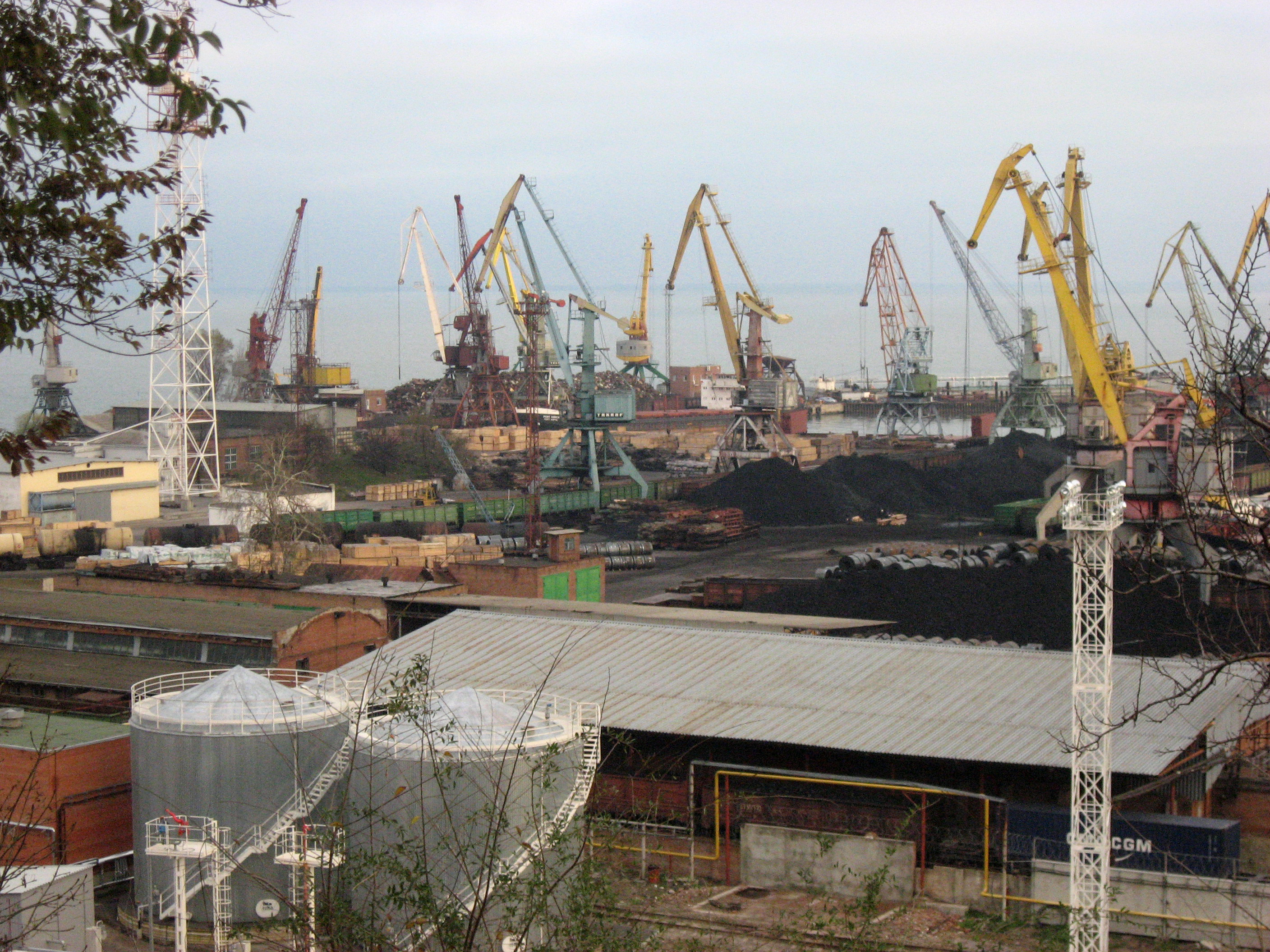
Hafen von Taganrog

Taganrog ist eines der führenden Industriezentren in der Region Rostow. Zu den dort ansässigen Betrieben gehören Werke der Flugzeugindustrie (Berijew), IT-Betriebe, Maschinenbau, Automobilbau (Daewoo bzw. Hyundai), Landmaschinen (Mähdrescher), Metallurgie, Stahl- und Eisenbetriebe, holzverarbeitende Betriebe, Papierfabriken, Lebensmittel-, chemische Industrie- und Baustoffwerke. Die beiden größten Exportbetriebe sind Tagmet (Eisen und Stahl) und Krasny Kotelschtschik (Dampfkessel für Kraftwerke). Der Hafen der Stadt verfügt über überregionale Bedeutung.

## Verkehr
Taganrog liegt an der Fernstraße R280, die einen Teil der Europastraße 58 darstellt und in östlicher Richtung nach Rostow am Don führt.
Seit 1932 gibt es ein Straßenbahnnetz mit mehreren Linien in Taganrog.
Im Mai 2021 hat die Stadt einen Konzessionsvertrag zur umfassenden Modernisierung des Straßenbahnnetzes mit dem Konsortium „Sinara-Gorodskie Transportnye Resheniya Taganrog“ abgeschlossen. Dazu gehörte unter anderem die Renovierung und Erneuerung des rund 45 km langen Gleisnetzes (25 km Streckenlänge), der Stromversorgung, des Depots und der Streckenkontrollinfrastruktur. Außerdem wurde die Lieferung von 60 einteiligen, vierachsigen Triebwagen des Herstellers UKVZ Ust-Katavskiy (Roscosmos Group) vereinbart.

## Militär
In Taganrog gibt es zwei Flugplätze, Taganrog-Zentralny und das auch zivil genutzte Taganrog-Juschny.

## Söhne und Töchter der Stadt

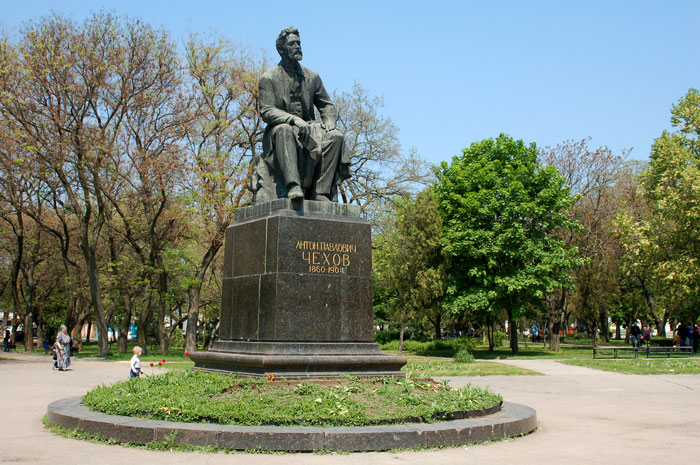
Tschechow-Denkmal (I. M. Rukawischnikow, 1960) auf dem Roten Platz

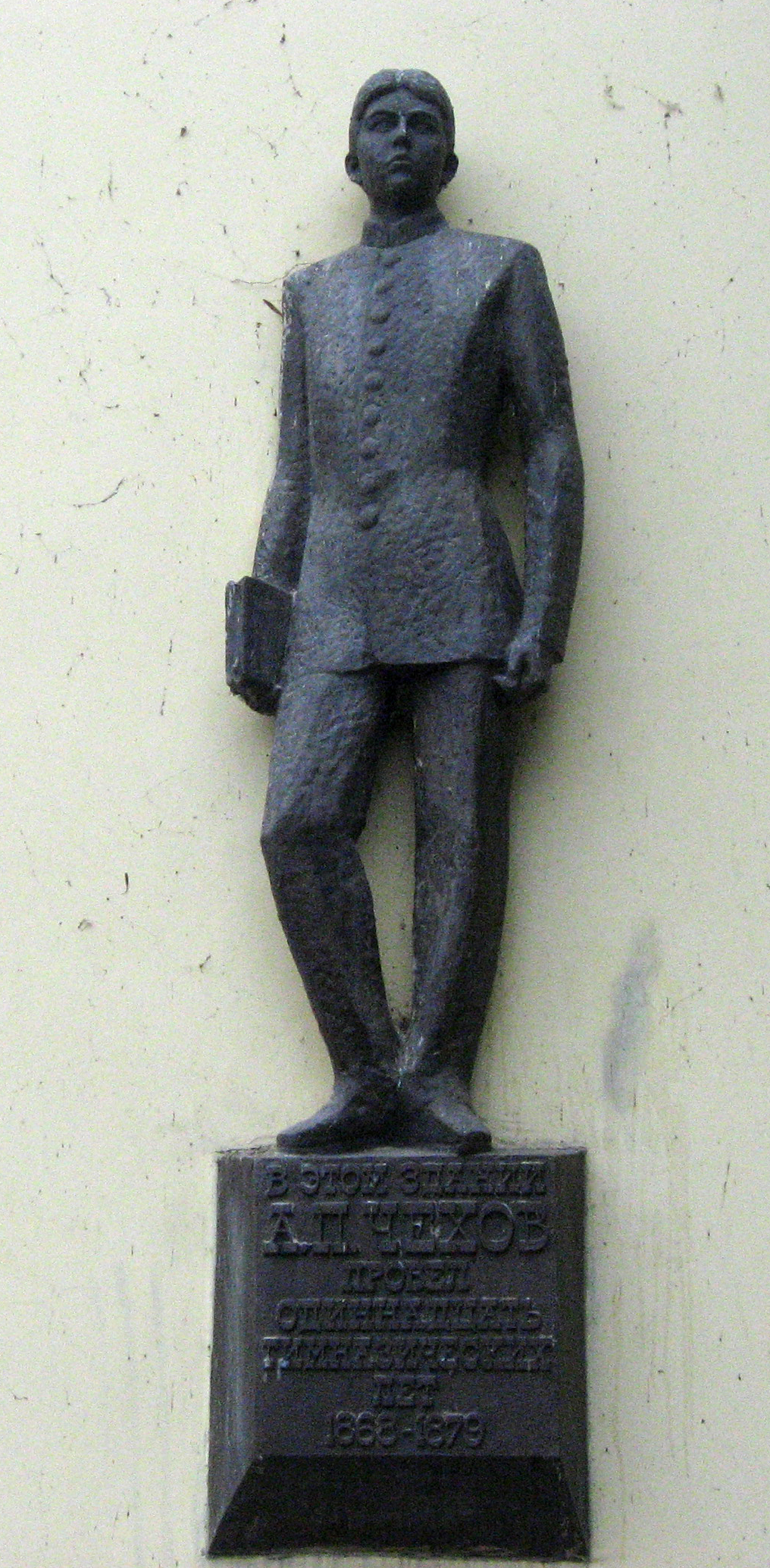
Denkmal für Tschechow am Eingang des ehemaligen Gymnasiums

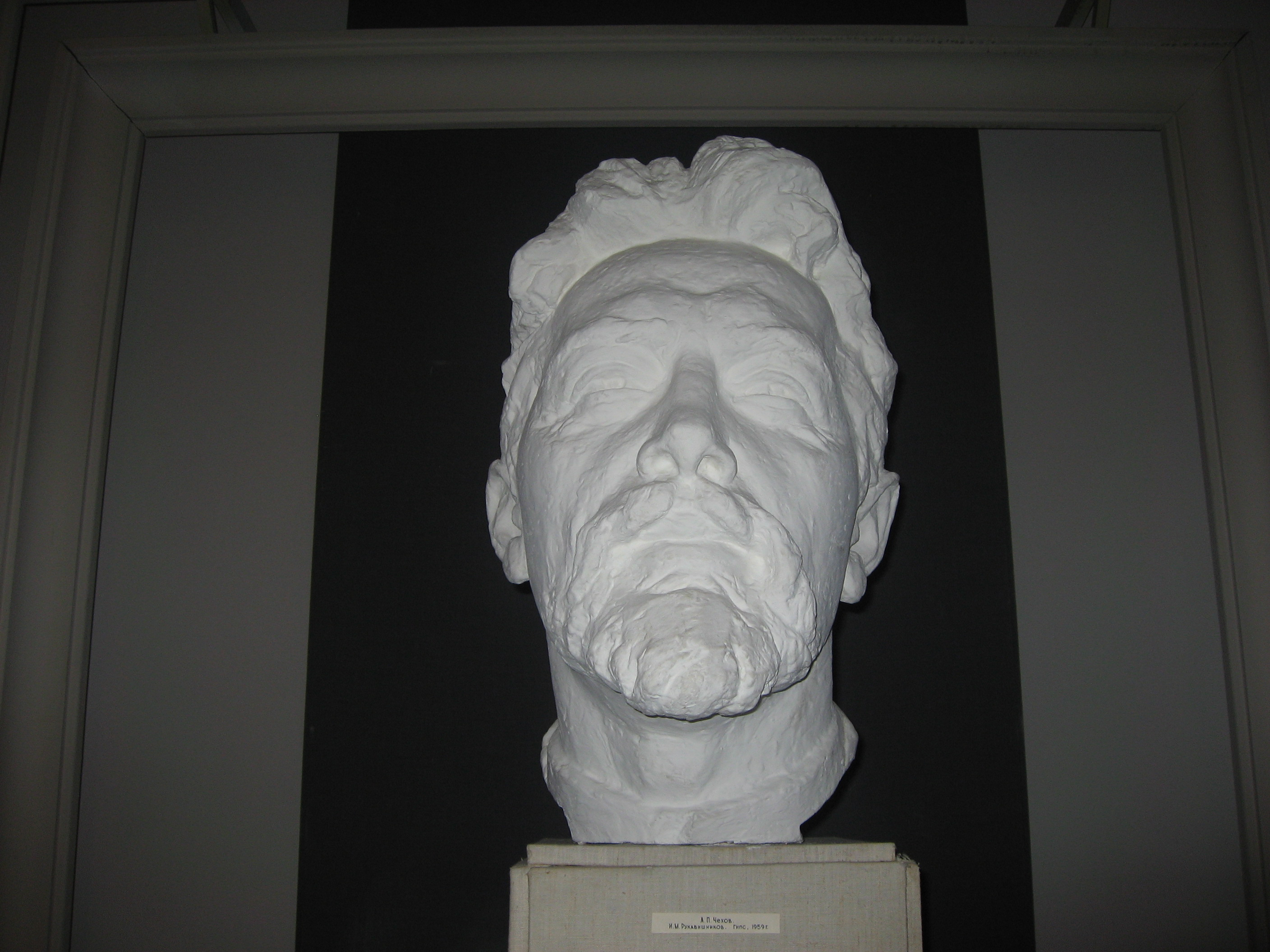
Büste von Anton Tschechow aus dem Jahre 1959 im Tschechow-Museum in Taganrog

- Dmitri Benardaki (1799–1870), Unternehmer und Mäzen
- Marija Dostojewskaja (1824–1864), erste Ehefrau des Schriftstellers Fjodor Dostojewski (1821–1881)
- Konstantin Sawizki (1844–1905), Maler
- Adolph Brodsky (1851–1929), Geiger
- Walerian Ossinski (1852–1879), Mitglied der Narodnaja Wolja
- Dmitri Sinodi-Popow (1855–1910), Maler
- Nikolai Tschechow (1858–1889), Künstler, Bruder von Anton Tschechow
- Anton Tschechow (1860–1904), Schriftsteller und Dramatiker
- Marija Tschechowa (1863–1957), Lehrerin, Autorin und Museumsleiterin, Schwester von Anton Tschechow
- Serafima Blonskaja (1870–1947), Malerin und Kunstlehrerin
- Iwan Perestiani (1870–1959), Schauspieler, Filmregisseur und Drehbuchautor
- Wassili Solotarjow (1872–1964), Komponist
- Leonid Gobjato (1875–1915), Generalleutnant[20]
- Marija Smit-Falkner (1878–1968), Ökonomin, Statistikerin und Hochschullehrerin
- Sofija Parnok (1885–1933), Schriftstellerin und Dichterin
- Dawid Blok (1888–1948), Dirigent und Komponist
- Jelisaweta Tarachowskaja (1891–1968), Dichterin, Dramatikerin und Übersetzerin
- Alexandre Koyré (1892–1964), französischer Philosoph und Wissenschaftshistoriker
- Iwan Wassilenko (1895–1966), Schriftsteller
- Michail Meschtscherjakow (1896–1970), Generalmajor; Held der Sowjetunion[21]
- Boris Podolsky (1896–1966), Physiker
- Faina Ranewskaja (1896–1984), Schauspielerin
- Kusma Galizki (1897–1973), Armeegeneral und Held der Sowjetunion
- Georgi Berijew (1903–1979), Flugzeugkonstrukteur
- Walentin Owetschkin (1904–1968), Schriftsteller, Dramatiker und Journalist
- Jewgeni Schapowalow (1904–1977), Generalmajor[22][23]
- Iwan Podgorny (1914–1996), Generaloberst[24]
- Witold Rowicki (1914–1989), polnischer Dirigent
- Iwan Golubez (1916–1942), Matrose der Schwarzmeerflotte; Held der Sowjetunion
- Alexei Burzew (1919–1993), Generalmajor[25]
- Nikolai Konstantinow (1920–1982), Generalmajor[26]
- Klawdija Gorschkowa (1921–2002), Linguistin und Hochschullehrerin
- Igor Bondarenko (1927–2014), Schriftsteller
- Juri Rudow (1931–2013), Fechter
- Oleg Wassilenko (1931–2003), Generalmajor[27]
- Antonina Iwanowa (1932–2006), Kugelstoßerin
- Antonina Popowa (* 1935), Diskuswerferin
- Viktor Scholz (1935–2023; geb. als Vitja Wladimirowitsch Kammeschow), russisch-deutscher Kirchenmusikdirektor und Konzertorganist
- Juri Rodionow (* 1938), Generaloberst[28][29] und Politiker[30][31][32]
- Michail Tarassenko (* 1947), Politiker[33]
- Wiktor Pugatschow (* 1948), Pilot
- Wladimir Prassolow (* 1953), Politiker und Oberbürgermeister der Stadt Taganrog von 2012 bis 2016
- Sergei Bainetow (* 1955), Generalleutnant[34]
- Alexander Sawin (* 1957), Volleyballspieler
- Natalja Durizkaja (* 1960), Malerin
- Wiktor Bregeda (* 1963), Künstler
- Nikolai Dobrynin (* 1963), Theater-, Film- und Synchronsprecher
- Igor Skljarow (* 1966), Fußballspieler und Olympiasieger[35]
- Dmitri Schewtschenko (* 1968), Diskuswerfer
- Alexei Gerassimenko (* 1970), Fußballspieler und -trainer[36]
- Igor Kudelin (* 1972), Basketballspieler[37]
- Alexander Karatajew (* 1973), Fußballspieler
- Olga Tischtschenko (* 1973), Kanutin[38]
- Pawel Derewjanko (* 1976), Schauspieler
- Aljaksej Abalmassau (* 1980), belarussischer Kanute und Olympiasieger
- Olga Reznichenko (* 1989), Jazzmusikerin
- Weronika Korsunowa (* 1992), Freestyle-Skierin
- Alexei Rybalkin (* 1993), Radrennfahrer[39][40][41]
- Artjom Dubriwny (* 1999), Tennisspieler

## Sonstige Persönlichkeiten
- Balthasar (III.) von Campenhausen (1772–1823) wurde 1805 zum Gouverneur von Taganrog ernannt und entwickelte hier eine rege Tätigkeit: der Ausbau des Hafens, die Anlage neuer Warenspeicher, die Intensivierung der Küstenschifffahrt, die Gründung einer Seefahrtsschule, einer Handelskammer, einer Apotheke, sowie die Verbesserung der ärztlichen Versorgung sind ihm zuzuschreiben. Die Stadt wurde systematisch geplant ausgebaut, mit künstlicher Beleuchtung durch Öllampen, Anlage des Stadtparks (heute Gorki-Park) und neuen Straßen. Mehrere Straßen in Taganrog tragen seinen Namen.
- Giuseppe Garibaldi (1807–1882) kam als Kapitän eines Weizenfrachters mehrfach nach Taganrog. Er wurde hier 1833 Mitglied des national-revolutionären Geheimbunds Junges Italien. Ihm zu Ehren wurde in Taganrog 1960 das Garibaldi-Denkmal errichtet.
- Igor Kritschewer (1950–2022), Mathematiker, wuchs in Taganrog auf.
- Olga Nikolajewna Schtscherbakowa (* 1959) wurde 2013 Chefarchitektin und Stadtplanerin der Stadt Taganrog.

## Städtepartnerschaften
- Tscherwen Brjag, Bulgarien (seit 1963)
- Lüdenscheid, Deutschland (seit 1991)
- Mariupol, Ukraine (1993–2017)[42][43]
- Giresun, Türkei (seit 1995)
- Badenweiler, Deutschland (seit 2002)
- Charzysk, Ukraine (seit 2009)
- Jining, China (seit 2009)
- Pinsk, Belarus (seit 2009)

## Taganrog in der Literatur
Die Stadt ist Titelgeberin für die Erzählung Der Tote von Taganrog von Eberhard von Cranach-Sichart und die Novelle Taganrog von Reinhold Schneider, die sich mit dem Ende von Zar Alexander I. 1825 in Taganrog beschäftigt.